# Proxemika
Proxemika je druh neverbální komunikace, spočívající ve vyjádření vztahu mezi lidmi prostřednictvím vzdálenosti, kterou k sobě komunikující subjekty zaujímají. Většinou se mluví především o vzdálenosti horizontální, ale také vertikální vzdálenost subjektů je předmětem zkoumání proxemiky.

## Původ
Zájem o prostorové chování lidí v sociální interakci byl do značné míry inspirován studiem zvířat a jejich teritoriálním chováním. Etologové ví, že zvíře se chová jinak v domácím a jinak v cizím prostředí. Vzdálenosti mezi živočichy stejného i jiného druhu jsou pevně dány a dodržovány. Při porušení se výrazně mění chování. Zvíře prchá a pokud je zahnáno do kouta a je překročena jistá mez únosnosti, zaútočí na vetřelce.
Pojem „proxemika“ byl zaveden americkým antropologem Edwardem T. Hallem v roce 1966.

## Proxemické zóny

Proxemické zóny v diagramu Edwarda T. Halla z roku 1966.

Z teorie horizontální proxemiky vyplývá dělení na čtyři základní, takzvané proxemické zóny:
- intimní zóna – vzdálenost komunikujících je do 60 cm
- osobní zóna – vzdálenost komunikujících je od 60 cm do 1,2 m
- společenská zóna – vzdálenost komunikujících je od 1,2 m do 2 m (až 3,6 m)
- veřejná zóna – vzdálenost komunikujících je od 3,6 m do 7,6 m (i více)

Uvedené vzdálenosti jsou pouze orientační, u každého člověka jsou individuální. Jsou totiž dány celou řadou faktorů  záleží na temperamentu, národnosti apod. Je obecně známé, že bližší vzdálenosti zaujímají lidé ve větších městech, zatímco na vesnicích je často tatáž proxemická vzdálenost považována za nepřijatelnou a svým způsobem agresivní. Obdobně introverti zaujímají v komunikaci větší vzdálenosti a blízký kontakt je jim často nepříjemný. Muži obecně naopak zaujímají bližší vzdálenosti (a to překvapivě k mužům i ženám).
Právě proxemická vzdálenost o lidech mnohé vypovídá – při prvním jednání s cizím člověkem udržujeme větší vzdálenost než při druhém, jinou vzdálenost však s toutéž osobou na rušné ulici, obchodním jednání nebo v intimní situaci. Dojde-li k narušení osobní zóny jiným člověkem (jenž není dotyčné osobě blízký), je to pro ni nepříjemné a považuje to za neomalenost a vtíravost.

## Vertikální proxemika
Příkladem aplikace vertikální proxemické vzdálenosti za účelem vytvoření statutu nadřazenosti je např. vyšší ředitelské křeslo než ostatní křesla, také katedra vyučujícího, stupínek a pódium. Naopak pro zajištění otevřenějšího postoje a uklidnění rozhovoru je výhodné zaujmout pozici, kdy jsou oči diskutérů ve stejné horizontální rovině (např. lékař poklekem k dítěti docílí jeho zklidnění). Užití pódia nebo zvýšeného stupínku má pozitivní vliv na klid řečníka, dalšími faktory, jež na něj pozitivně působí jsou např. určitá bariéra od posluchačů (řečniště, oddělení stoly) i větší horizontální vzdálenost. Při udílení cen sportovcům, kdy vítěz vystoupá na nejvyšší stupeň, je touto proxemickou metodou podtržen význam vítězství.

## Proxemický tanec
Proxemický tanec lze pozorovat při setkání dvou či více lidí s rozdílnými velikostmi svých osobních zón. Tento jev (popsaný sociální psychologií) se projevuje neustálým oddalováním a přibližováním se zúčastněných osob. Do jisté míry připomíná pohyb boxerů v ringu, osoba s menším průměrem své zóny se snaží přiblížit k člověku, jehož osobní zóna zabírá více prostoru a on ustupuje či podniká úhybné manévry do stran. Proxemický tanec končí většinou kompromisem - nalezením vzájemně vyhovující polohy.